# Francesc Ferrer i Solervicens

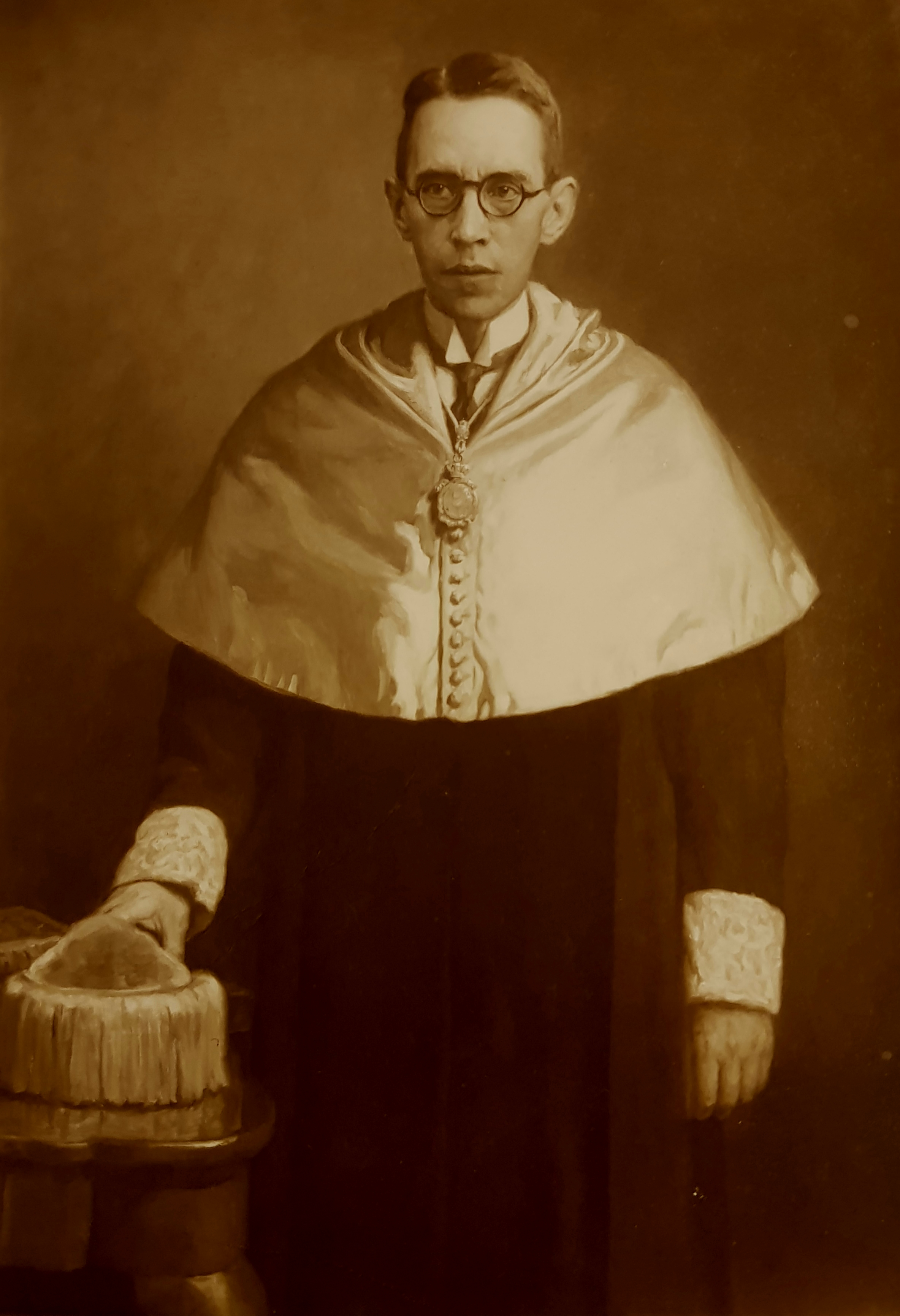
Antiga fotografia de la pintura del Catedràtic Ferrer Solervicens a la Sala de Plens de l'Ajuntament d'Artés

Francesc Ferrer Solervicens (Artés, 10 d'octubre de 1885 - Barcelona, 7 d'octubre de 1943) va ser un metge català, catedràtic de Patologia Mèdica de la Facultat de Medicina de la Universitat de Barcelona. Té dedicat un carrer al seu nom a la vila d'Artés. L'escola pública d'Artés CEIP Doctor Ferrer d'Artés porta el seu nom.

## Biografia
Segon fill del matrimoni de Josep Ferrer Escarrabill (Artés) i Caterina Solervicens Escaiola (Sallent), comerciants de roba i fils a la botiga de can Jan Posa d'Artés. Orfe de pare als sis anys, la mare s'esforçà per donar estudis als seus dos fills enviant-los a estudiar Primària als Escolapis de Tàrrega i el Batxiller al Liceo Políglota de Barcelona. El 1902 inicià els estudis de medicina a la Facultat de Barcelona. Es va llicenciar al 1907 completant els seus estudis als cursos del Laboratori i Acadèmia de Ciències Mèdiques. Es doctorà a Madrid el 1911 amb la tesi Principales causas que pueden perturbar la actitud funcional del corazón, i aconseguí al 1914 una plaça de professor auxiliar d'anatomia patològica a la Facultat de Saragossa on hi va estar un any.
Tornat a Barcelona, treballà com a auxiliar a la càtedra del seu mestre, el Doctor Martín Vallejo Lobón i a la mort d'aquest el 1919 s'encarregà de la càtedra de Patologia Mèdica de la Facultat de l'Hospital Clínic, que guanyà per oposició el 1926 exercint fins al 1943, com a professor titular.
Agustí Pedro Pons comenta a la seva biografía: «El doctor Francesc Ferrer Solervicens era un cas excepcional de vocació per a l'ensenyament. El 1918 va presenciar un examen meu i, per dir-ho així, va enamorar-se de mi. Em va animar a assistir a uns cursos pràctics de clínica a les tardes dels estius. La seva fou una influència decisiva.»
Ferrer Solervicens destacà sobremanera en el camp de l'exploració clínica, centrant el seu interès en la identificació i anàlisi microscòpic de les lesions dels òrgans després de la mort del malalt per a la confirmació, ampliació i/o rectificació del diagnòstic previ, matèria en la que exercí un notable mestratge, establint un estil pedagògic que tingué continuïtat.
Els seus primers anys d'exercici al Clínic foren d'intensa activitat degut a la pandèmia de grip de 1918-20 que dugué a familiaritzar-lo en la patogènia d'aquesta malaltia i el reforçà en la seva idea d'aplicar una acurada metodologia en l'exploració clínica dels pacients per a obtenir un diagnòstic encertat. Posteriorment col·laborà amb els Drs. Joan Sala i Roig i Salvador Siper i Maresma en treballs científics sobre patologia digestiva, en especial de les malalties del fetge, dels que publicà a la Revista Mèdica de Barcelona alguns dels primers articles d'hepatologia a Catalunya.

Ja com a professor, en la dècada de 1926-36, en que la Facultat de Medicina visqué una època daurada de gran activitat científicoeducativa, intensificà l'estudi de les malalties pulmonars i les infeccioses; juntament amb l'equip docent de la Clínica Médica 'B' de l'Hospital Clínic, format pels professors auxiliars Drs. Joan Sala i Roig, Josep Alsina i Bofill i posteriorment amb el Dr. Joan Codina i Altés, elaborant treballs d'observació clínica a partir de la pròpia experiència en la seva càtedra i dels cursos d'anatomia patològica. El Dr. Moises Broggi il·lustra en les seves memòries aquesta època a la Facultat:
| « | Els serveis de Medicina del Clínic estaven a càrrec de dos professors molt bons, cada un pel seu estil: D'una banda el professor Ferrer Solervicens, summament meticulós i objectiu en la recerca i en la comprovació de les lesions i, de l'altra, el professor Pedro Pons, famós per les seves explicacions i conferències altament didàctiques. | » |

El Dr. Ferrer Solervicens publicà també diversos estudis sobre les malalties infeccioses amb més incidència en les primeres dècades del S.XX, destacant els dedicats a la febre tifoidea, la sífilis i la tuberculosi. Alguns d'ells presentats com a ponencies als Congressos de Metges de Llengua Catalana al 1932 i 1936.
Des que foren estudiants, primer al Liceo Políglota i després a la facultat de medicina, els amics i finalment doctors i professors, Francesc Ferrer i Lluís Sayé emprengueren junts un seguit 'd'aventures solidàries' sense cap mena d'afany de lucre, com la d'obrir, el 1908, una consulta mèdica privada al barri de la Barceloneta per a obrers i pobres, on cobraven segons la bona voluntat. Amb els anys però, les seves accions benèfiques maduraren de forma més calculada: Pagaven els llibres o alguna assignatura a estudiants seus o medicaments o tractaments a certs malalts. Van arribar més enllà del pur exercici mèdic fins a introduir-se en aspectes de benestar social i cultural. Un exemple: l'ajuda a l'edició i difusió del "Tresor dels Pobres" d'en Surinyach i J.G.Junceda, amb la intenció de facilitar la lectura a aquells nens que no disposessin de llibres. Els doctors Sayé, Ferrer, Clotet, Vidal i Galcerán, es van agrupar per distribuir gratuïtament una bona part de l'edició.
Mentre dinava al seu domicili familiar, el 7 de juny de 1926, van avisar el doctor Ferrer d'un accident de tramvia ocorregut prop d'allí. Es tractava del fatal atropellament de l'arquitecte Antoni Gaudí, personatge al que el doctor coneixia dels actes litúrgics als que assistien, ja que el doctor havia format part de la Societat de Sant Cosme i Damià. El diagnòstic va ser ràpid: "No hi ha res a fer, aquest home és mort".
Durant la Guerra Civil les clíniques més castigades foren les quirúrgiques i la de pediatria, mentre que el grup de les mèdiques pogué mantenir-se millors gràcies a la permanència dels grans mestres Agustí Pedro Pons i Francesc Ferrer Solervicens. De Solervicens explicaven que el dia del Desfile de la Victoria, que passava per sota casa seva encapçalat pel Generalísimo i en què s'havien d'engalanar els balcons, com que no disposava de cap bandera espanyola, li va passar pel cap de posar-n'hi una de catalana doblegada, però amb tan mala sort que el vent la va desdoblegar, cosa que produí un gran escàndol, la intervenció de la policia i molts maldecaps per al professor, que va ser detingut.
De salut fràgil, va morir el 7 d'octubre de 1943 víctima d'una de les malalties que estudiava: la tuberculosi pulmonar. Essent reconeguda la seva vàlua pels seu companys professors i alumnes en un multitudinari acte de comiat celebrat l'endemà en una capella ardent instal·lada a l'efecte a la mateixa Universitat.